# OFC Bonn
Der Olympische Fechtclub Bonn (OFC Bonn) ist ein in Bonn ansässiger Fechtclub. Dem Verein kommt eine besondere historische Bedeutung zu, da er die Gründerversammlung des Deutschen Fechter-Bundes durchführte und das erste Fechtturnier auf deutschem Boden nach dem Zweiten Weltkrieg durchführte. Mitglieder des Vereins konnten große Erfolge bei Olympischen Spielen erringen; so gewann Benjamin Kleibrink bei den Olympischen Sommerspielen 2008 in Peking die Goldmedaille im Herrenflorett.

## Geschichte
Gegründet wurde der Olympische Fechtclub Bonn am 4. Oktober 1949. Als er am 12. November 1949 in das Vereinsregister eingetragen wurde, zählte er insgesamt 33 Mitglieder. Im selben Monat organisierte er die Gründungsversammlung des Deutschen Fechter-Bundes, wenige Tage später wurde das erste deutsche Fechtturnier nach dem Zweiten Weltkrieg veranstaltet. Seit den 1960ern waren Bonner Fechter bei Olympischen Spielen am Start, von Anfang an konnten sie sich regelmäßig Podestplätze sichern. Im Jahre 1979 wurde mit dem Bau einer neuen Fechthalle begonnen. 2008 konnte Benjamin Kleibrink bei den Olympischen Sommerspielen 2008 in Peking die Goldmedaille in der Einzelwertung im Herrenflorett gewinnen.

## Stützpunktfunktionen
Innerhalb des DOSB-Stützpunktkonzepts ist der OFC Bonn heute neben dem Fecht-Club Tauberbischofsheim und dem Heidenheimer SB einer von drei Bundesstützpunkten der Aktiven im Fechtsport.

## Vereinsleben
Der Verein verfügt über eine eigene Fechthalle, die 1979 erbaut wurde. Insgesamt stehen dort 12 Bahnen zur Verfügung. Es werden mehrere Turniere veranstaltet, zum Beispiel den Löwen von Bonn, der im Jahre 2018 zum 46. Mal stattfand. Der Verein betreibt die Aktion Meilenstein, bei der die Namen von finanziellen Unterstützern des Vereins in Plexiglasschildern auf einer Wand angebracht werden.